# Catechismus van de Katholieke Kerk
De Catechismus van de Katholieke Kerk (CKK) (Latijn: Catechismus Catholicae Ecclesiae) is een document van de Katholieke Kerk waarin de leer van deze kerk wordt uiteengezet.
De bisschoppen die in 1985 tijdens een buitengewone synode te Rome verzameld waren naar aanleiding van de twintigste verjaardag van de sluiting van het Tweede Vaticaans Concilie, wensten dat de leer van de Katholieke Kerk beschikbaar kwam in een naslagwerk dat wereldwijd als referentie voor catechetische publicaties zou kunnen dienen.
Paus Johannes Paulus II besloot dat het werk niet zomaar "door Rome" geschreven zou worden, maar door alle bisschoppen van de hele wereldkerk in dialoog met de paus. Kardinaal Joseph Ratzinger redigeerde het project.
De eerste uitgave verscheen in het Frans in 1992. Met de apostolische constitutie Fidei Depositum bevestigde paus Johannes Paulus II in 1992 de inhoud en betekenis van deze catechismus. Deze catechismus verscheen in 1995 in een Nederlandse vertaling.
Nadat de editio typica in het Latijn in 1997 verscheen, is de Franse versie op enkele plaatsen aangepast om hem volledig in overeenstemming met de Latijnse versie te brengen. De tweede, verbeterde versie, verscheen in een Nederlandse vertaling in 2008. De nummering van beide versies is gelijk. Voor de titel van de Nederlandse vertaling van deze catechismus werd voor de eerste versie de spelling 'katechismus' gehanteerd (afgekort KKK), voor de tweede 'catechismus' (afgekort CKK).
In 2005 verscheen een beknopte versie van deze catechismus in vraag- en antwoordvorm (Compendium van de Catechismus van de Katholieke Kerk); de Nederlandse vertaling van het Compendium verscheen in 2008, samen met de tweede, verbeterde versie van de Catechismus. De catechismus is in vele talen vertaald.
In 2011 verscheen Youcat , de catechismus voor de jongeren, speciaal voor hen geschreven en vorm gegeven.